# Nuculanidae
Famille
Genres de rang inférieur
- Ledella
- Nuculana
- Spinula

Nuculanidae est une famille de mollusques bivalves.

## Liste des genres
Selon World Register of Marine Species (4 août 2010) :
- Bathyspinulinae
- genre Jupiteria Bellardi, 1875
- genre Ledella Verrill & Bush, 1897
- genre Ledellina Filatova & Schileyko, 1984
- genre Lembulus Link, 1807
- genre Nuculana Link, 1807
- Poroledinae
- genre Saccella Woodring, 1925

Selon ITIS (4 août 2010) :
- genre Ledella A. E. Verrill & Bush, 1897
- genre Nuculana Link, 1807
- genre Spinula Dall, 1908
- genre Tindaria Bellardi, 1875